# Großer Preis von Korea 2012
Der Große Preis von Korea 2012 (offiziell 2012 Formula 1 Korean Grand Prix) fand am 14. Oktober auf dem Korean International Circuit in Yeongam statt und war das 16. Rennen der Formel-1-Weltmeisterschaft 2012.

## Berichte

### Hintergrund
Nach dem Großen Preis von Japan führte Fernando Alonso in der Fahrerwertung mit vier Punkten vor Sebastian Vettel und mit 37 Punkten vor Kimi Räikkönen. In der Konstrukteurswertung führte Red Bull-Renault mit 41 Punkten vor McLaren-Mercedes und mit 61 Punkten vor Ferrari.
Beim Großen Preis von Korea stellte Pirelli den Fahrern die Reifenmischungen P Zero Soft (gelb) und P Zero Supersoft (rot) sowie für Nässe Cinturato Intermediates (grün) und Cinturato Full-Wets (blau) zur Verfügung.
Mit Alonso und Vettel (jeweils einmal) traten alle ehemaligen Sieger zu diesem Grand Prix an.
Als Rennkommissare fungierten Martin Donnelly (GBR), Paul Gutjahr (SUI), Jang Sung Kuk (KOR) und Vincenzo Spano (VEN).

### Training
Im ersten freien Training fuhr Lewis Hamilton die schnellste Runde vor Alonso und Mark Webber. In diesem Training übernahm Jules Bianchi den Force India von Nico Hülkenberg, Valtteri Bottas den Williams von Bruno Senna, Giedo van der Garde den Caterham von Witali Petrow und Dani Clos den HRT von Narain Karthikeyan.
Im zweiten freien Training war Vettel der schnellste Pilot vor seinem Teamkollegen Webber und Alonso.
Im dritten freien Training blieb Vettel vorne. Hamilton wurde Zweiter vor seinem Teamkollegen Jenson Button.

### Qualifying
Im ersten Abschnitt des Qualifyings erzielte Vettel die schnellste Runde. Die HRT-, Marussia- und Caterham-Piloten sowie Senna schieden aus.
Im zweiten Segment blieb Vettel vorne. Die Toro-Rosso- und Sauber-Piloten sowie Pastor Maldonado, Paul di Resta und Button schieden aus.
Im dritten Abschnitt sicherte sich Webber die Pole-Position vor Vettel und Hamilton.

### Rennen
Bereits vor der ersten Kurve ging Vettel von Platz zwei startend an seinem Teamkollegen Webber vorbei. Zwar versuchte Webber auf der folgenden Geraden einen Gegenangriff, er war jedoch auf der falschen Seite und blieb somit auf der zweiten Position. Durch den Zweikampf der Red-Bull-Piloten wurde Hamilton, der gut gestartet war, behindert, sodass Alonso die dritte Position übernahm. Im Mittelfeld wurde Kamui Kobayashi vor der dritten Kurve zwischen Button und Nico Rosberg eingeklemmt, verschätzte sich mit dem Bremspunkt und kollidierte mit den beiden. Button schied mit defekter Radaufhängung direkt aus, Rosberg erlitt eine Runde später einen Kühlerschaden und fiel aus, Kobayashi gab nach 16 gefahrenen Runden an der Box auf. Zuvor wurde Kobayashi mit einer Durchfahrtsstrafe belegt.
Vettel setzte sich an der Spitze etwas von Webber ab, dahinter bildete sich eine etwas größere Lücke zum drittplatzierten Alonso. Die Phase der ersten Boxenstopps änderte nichts an den vorderen Positionen, wobei Vettel seinen Vorsprung auf Webber sukzessive ausbaute. In der Spitzengruppe lag auch Sergio Pérez, der noch nicht beim Reifenwechsel war und bis zu seinem Boxenstopp von mehreren Piloten auf neuen Reifen überholt wurde. Während Pedro de la Rosa aus Sicherheitsgründen – sein DRS klappte nicht mehr zu – das Rennen aufgab, setzte sich Felipe Massa im vorderen Teil des Feldes gegen Hamilton durch und übernahm die vierte Position. Kurz darauf fiel Hamilton auch hinter Räikkönen zurück, allerdings gelang es ihm, zu kontern und die Position zurückzuholen. Wenig später ging Hamilton an die Box und zog seinen Boxenstopp vor.
Etwa acht Runden nach Hamilton absolvierte die Spitzengruppe ihre zweiten Boxenstopps. Vettel blieb am längsten draußen und behielt die Führung. Vettel hatte einen Vorsprung von fast neun Sekunden auf Webber. Hinter den ersten vier Piloten bildete sich eine größere Lücke. Massa, der auf dem vierten Platz hinter Alonso lag, zeigte sich mit schnellen Runden, allerdings wurde er von seinem Renningenieur Rob Smedley indirekt aufgefordert, nicht zu nah an Alonso heranzufahren. Alonso hatte Graining und fuhr zur Schonung der Reifen etwas langsamer. In der Zwischenzeit gelang es Hülkenberg mit einem Überholmanöver gleichzeitig an Romain Grosjean und Hamilton vorbeizufahren. Hamilton absolvierte kurz darauf einen weiteren Boxenstopp.
In der Schlussphase des Rennens arbeiten die Toro-Rosso-Piloten zusammen. Daniel Ricciardo lag auf dem achten Platz vor Jean-Éric Vergne und Hamilton. Da Ricciardo etwas abbaute, ließ er Vergne ohne Probleme ziehen, um seinem Team die achte Position zu ermöglichen. Da Hamilton kurz darauf ein Stück des Rasenteppichs mit dem Seitenkasten mitnahm, was sich negativ auf seine Leistung auswirkte, wäre der Platztausch der Toro-Rosso-Fahrer nicht notwendig gewesen. Vettel wurde in Führung liegend von seinem Team mehrfach ermahnt, nicht mehr so schnell zu fahren, um keinen Reifenschaden zu provozieren.
Vettel erzielte schließlich einen Start-Ziel-Sieg vor Webber, Alonso und Massa. Mit größerem Abstand folgten in den Punkterängen Räikkönen, Hülkenberg, Grosjean, Vergne, Ricciardo und Hamilton. Es war Vettels 25. Sieg in der Formel-1-Weltmeisterschaft. Vettel zog somit mit Niki Lauda und Jim Clark gleich.
Vettel übernahm mit dem Sieg die Führung in der Weltmeisterschaft von Alonso, der auf den zweiten Platz zurückfiel. Räikkönen blieb unverändert auf der dritten Position. Bei den Konstrukteuren blieb Red Bull-Renault in Führung. Ferrari ging an McLaren-Mercedes vorbei auf die zweite Position.

## Meldeliste
| Team                          | Nr. | Fahrer              | Chassis           | Motor                | Reifen |
| ----------------------------- | --- | ------------------- | ----------------- | -------------------- | ------ |
| Red Bull Racing               | 01  | Sebastian Vettel    | Red Bull RB8      | Renault 2.4 V8       | P      |
| Red Bull Racing               | 02  | Mark Webber         | Red Bull RB8      | Renault 2.4 V8       | P      |
| Vodafone McLaren Mercedes     | 03  | Jenson Button       | McLaren MP4-27    | Mercedes-Benz 2.4 V8 | P      |
| Vodafone McLaren Mercedes     | 04  | Lewis Hamilton      | McLaren MP4-27    | Mercedes-Benz 2.4 V8 | P      |
| Scuderia Ferrari              | 05  | Fernando Alonso     | Ferrari F2012     | Ferrari 2.4 V8       | P      |
| Scuderia Ferrari              | 06  | Felipe Massa        | Ferrari F2012     | Ferrari 2.4 V8       | P      |
| Mercedes AMG Petronas F1 Team | 07  | Michael Schumacher  | Mercedes F1 W03   | Mercedes-Benz 2.4 V8 | P      |
| Mercedes AMG Petronas F1 Team | 08  | Nico Rosberg        | Mercedes F1 W03   | Mercedes-Benz 2.4 V8 | P      |
| Lotus F1 Team                 | 09  | Kimi Räikkönen      | Lotus E20         | Renault 2.4 V8       | P      |
| Lotus F1 Team                 | 10  | Romain Grosjean     | Lotus E20         | Renault 2.4 V8       | P      |
| Sahara Force India F1 Team    | 11  | Paul di Resta       | Force India VJM05 | Mercedes-Benz 2.4 V8 | P      |
| Sahara Force India F1 Team    | 12  | Jules Bianchi       | Force India VJM05 | Mercedes-Benz 2.4 V8 | P      |
| Sahara Force India F1 Team    | 12  | Nico Hülkenberg     | Force India VJM05 | Mercedes-Benz 2.4 V8 | P      |
| Sauber F1 Team                | 14  | Kamui Kobayashi     | Sauber C31        | Ferrari 2.4 V8       | P      |
| Sauber F1 Team                | 15  | Sergio Pérez        | Sauber C31        | Ferrari 2.4 V8       | P      |
| Scuderia Toro Rosso           | 16  | Daniel Ricciardo    | Toro Rosso STR7   | Ferrari 2.4 V8       | P      |
| Scuderia Toro Rosso           | 17  | Jean-Éric Vergne    | Toro Rosso STR7   | Ferrari 2.4 V8       | P      |
| Williams F1 Team              | 18  | Pastor Maldonado    | Williams FW34     | Renault 2.4 V8       | P      |
| Williams F1 Team              | 19  | Valtteri Bottas     | Williams FW34     | Renault 2.4 V8       | P      |
| Williams F1 Team              | 19  | Bruno Senna         | Williams FW34     | Renault 2.4 V8       | P      |
| Caterham F1 Team              | 20  | Heikki Kovalainen   | Caterham CT01     | Renault 2.4 V8       | P      |
| Caterham F1 Team              | 21  | Giedo van der Garde | Caterham CT01     | Renault 2.4 V8       | P      |
| Caterham F1 Team              | 21  | Witali Petrow       | Caterham CT01     | Renault 2.4 V8       | P      |
| HRT F1 Team                   | 22  | Pedro de la Rosa    | HRT F112          | Cosworth 2.4 V8      | P      |
| HRT F1 Team                   | 23  | Dani Clos           | HRT F112          | Cosworth 2.4 V8      | P      |
| HRT F1 Team                   | 23  | Narain Karthikeyan  | HRT F112          | Cosworth 2.4 V8      | P      |
| Marussia F1 Team              | 24  | Timo Glock          | Marussia MR01     | Cosworth 2.4 V8      | P      |
| Marussia F1 Team              | 25  | Charles Pic         | Marussia MR01     | Cosworth 2.4 V8      | P      |

Anmerkungen
1. 1 2  Bianchi fuhr den Force India mit der Nummer 12 im ersten freien Training. Hülkenberg übernahm das Fahrzeug anschließend für das restliche Rennwochenende.
2. 1 2  Bottas fuhr den Williams mit der Nummer 19 im ersten freien Training. Senna übernahm das Fahrzeug anschließend für das restliche Rennwochenende.
3. 1 2  Van der Garde fuhr den Caterham mit der Nummer 21 im ersten freien Training. Petrow übernahm das Fahrzeug anschließend für das restliche Rennwochenende.
4. 1 2  Clos fuhr den HRT mit der Nummer 23 im ersten freien Training. Karthikeyan übernahm das Fahrzeug anschließend für das restliche Rennwochenende.

## Klassifikationen

### Qualifying
| Pos.                                                                      | Fahrer             | Konstrukteur         | Q1         | Q2       | Q3       | Start |
| ------------------------------------------------------------------------- | ------------------ | -------------------- | ---------- | -------- | -------- | ----- |
| 01                                                                        | Mark Webber        | Red Bull-Renault     | 1:38,397   | 1:38,220 | 1:37,242 | 01    |
| 02                                                                        | Sebastian Vettel   | Red Bull-Renault     | 1:38,208   | 1:37,767 | 1:37,316 | 02    |
| 03                                                                        | Lewis Hamilton     | McLaren-Mercedes     | 1:39,180   | 1:38,000 | 1:37,469 | 03    |
| 04                                                                        | Fernando Alonso    | Ferrari              | 1:39,144   | 1:37,987 | 1:37,534 | 04    |
| 05                                                                        | Kimi Räikkönen     | Lotus-Renault        | 1:38,887   | 1:38,227 | 1:37,625 | 05    |
| 06                                                                        | Felipe Massa       | Ferrari              | 1:38,937   | 1:38,253 | 1:37,884 | 06    |
| 07                                                                        | Romain Grosjean    | Lotus-Renault        | 1:38,863   | 1:38,275 | 1:37,934 | 07    |
| 08                                                                        | Nico Hülkenberg    | Force India-Mercedes | 1:38,981   | 1:38,428 | 1:38,266 | 08    |
| 09                                                                        | Nico Rosberg       | Mercedes             | 1:38,999   | 1:38,417 | 1:38,361 | 09    |
| 10                                                                        | Michael Schumacher | Mercedes             | 1:38,808   | 1:38,436 | 1:38,513 | 10    |
| 11                                                                        | Jenson Button      | McLaren-Mercedes     | 1:38,615   | 1:38,441 | –        | 11    |
| 12                                                                        | Sergio Pérez       | Sauber-Ferrari       | 1:38,630   | 1:38,460 | –        | 12    |
| 13                                                                        | Kamui Kobayashi    | Sauber-Ferrari       | 1:38,719   | 1:38,594 | –        | 13    |
| 14                                                                        | Paul di Resta      | Force India-Mercedes | 1:38,942   | 1:38,643 | –        | 14    |
| 15                                                                        | Pastor Maldonado   | Williams-Renault     | 1:39,024   | 1:38,725 | –        | 15    |
| 16                                                                        | Daniel Ricciardo   | Toro Rosso-Ferrari   | 1:38,784   | 1:39,084 | –        | 21    |
| 17                                                                        | Jean-Éric Vergne   | Toro Rosso-Ferrari   | 1:38,744   | 1:39,340 | –        | 16    |
| 18                                                                        | Bruno Senna        | Williams-Renault     | 1:39,443   | –        | –        | 17    |
| 19                                                                        | Witali Petrow      | Caterham-Renault     | 1:40,207   | –        | –        | 18    |
| 20                                                                        | Heikki Kovalainen  | Caterham-Renault     | 1:40,333   | –        | –        | 19    |
| 21                                                                        | Charles Pic        | Marussia-Cosworth    | 1:41,317   | –        | –        | 24    |
| 22                                                                        | Timo Glock         | Marussia-Cosworth    | 1:41,371   | –        | –        | 20    |
| 23                                                                        | Pedro de la Rosa   | HRT-Cosworth         | 1:42,881   | –        | –        | 22    |
| 107-Prozent-Zeit: 1:45,082 min (bezogen auf Q1-Bestzeit von 1:38,208 min) |                    |                      |            |          |          |       |
| DNQ                                                                       | Narain Karthikeyan | HRT-Cosworth         | keine Zeit | –        | –        | 23    |

Anmerkungen
1. ↑  Ricciardo wurde aufgrund eines Getriebewechsels um fünf Positionen nach hinten versetzt.
2. ↑  Pic wurde aufgrund des Einsatzes des neunten Motors in dieser Saison um zehn Positionen nach hinten versetzt.

1. 1 2 3 4 5 6 7 8 9 10 11 12 13 14 15 16 17 18 19 20  Rennwagen mit KERS

### Rennen
| Pos. | Fahrer             | Konstrukteur         | Runden | Stopps | Zeit        | Start | Schnellste Runde |
| ---- | ------------------ | -------------------- | ------ | ------ | ----------- | ----- | ---------------- |
| 01   | Sebastian Vettel   | Red Bull-Renault     | 55     | 2      | 1:36:28,651 | 02    | 1:42,499 (55.)   |
| 02   | Mark Webber        | Red Bull-Renault     | 55     | 2      | + 8,231     | 01    | 1:42,037 (54.)   |
| 03   | Fernando Alonso    | Ferrari              | 55     | 2      | + 13,944    | 04    | 1:42,442 (52.)   |
| 04   | Felipe Massa       | Ferrari              | 55     | 2      | + 20,168    | 06    | 1:42,242 (48.)   |
| 05   | Kimi Räikkönen     | Lotus-Renault        | 55     | 2      | + 36,739    | 05    | 1:42,822 (51.)   |
| 06   | Nico Hülkenberg    | Force India-Mercedes | 55     | 2      | + 45,301    | 08    | 1:42,645 (54.)   |
| 07   | Romain Grosjean    | Lotus-Renault        | 55     | 2      | + 54,812    | 07    | 1:42,783 (44.)   |
| 08   | Jean-Éric Vergne   | Toro Rosso-Ferrari   | 55     | 2      | + 1:09,589  | 16    | 1:42,721 (48.)   |
| 09   | Daniel Ricciardo   | Toro Rosso-Ferrari   | 55     | 2      | + 1:11,787  | 21    | 1:43,148 (45.)   |
| 10   | Lewis Hamilton     | McLaren-Mercedes     | 55     | 3      | + 1:19,692  | 03    | 1:42,721 (49.)   |
| 11   | Sergio Pérez       | Sauber-Ferrari       | 55     | 2      | + 1:20,062  | 12    | 1:42,495 (49.)   |
| 12   | Paul di Resta      | Force India-Mercedes | 55     | 2      | + 1:24,448  | 14    | 1:43,517 (48.)   |
| 13   | Michael Schumacher | Mercedes             | 55     | 2      | + 1:29,241  | 10    | 1:43,184 (49.)   |
| 14   | Pastor Maldonado   | Williams-Renault     | 55     | 1      | + 1:34,924  | 15    | 1:42,679 (55.)   |
| 15   | Bruno Senna        | Williams-Renault     | 55     | 2      | + 1:36,902  | 17    | 1:43,411 (49.)   |
| 16   | Witali Petrow      | Caterham-Renault     | 54     | 2      | + 1 Runde   | 18    | 1:45,013 (50.)   |
| 17   | Heikki Kovalainen  | Caterham-Renault     | 54     | 2      | + 1 Runde   | 19    | 1:44,955 (43.)   |
| 18   | Timo Glock         | Marussia-Cosworth    | 54     | 2      | + 1 Runde   | 20    | 1:45,236 (42.)   |
| 19   | Charles Pic        | Marussia-Cosworth    | 53     | 2      | + 2 Runden  | 24    | 1:44,462 (52.)   |
| 20   | Narain Karthikeyan | HRT-Cosworth         | 53     | 1      | + 2 Runden  | 23    | 1:47,068 (39.)   |
| –    | Pedro de la Rosa   | HRT-Cosworth         | 16     | 0      | DNF         | 22    | 1:49,861 (09.)   |
| –    | Kamui Kobayashi    | Sauber-Ferrari       | 16     | 2      | DNF         | 13    | 1:47,066 (03.)   |
| –    | Nico Rosberg       | Mercedes             | 1      | 0      | DNF         | 09    | –                |
| –    | Jenson Button      | McLaren-Mercedes     | 0      | 0      | DNF         | 11    | –                |

Anmerkungen
1. 1 2 3 4 5 6 7 8 9 10 11 12 13 14 15 16 17 18 19 20  Rennwagen mit KERS

## WM-Stände nach dem Rennen
Die ersten zehn des Rennens bekamen 25, 18, 15, 12, 10, 8, 6, 4, 2 bzw. 1 Punkt(e).

### Fahrerwertung
| Pos. | Fahrer           | Konstrukteur         | Punkte |
| ---- | ---------------- | -------------------- | ------ |
| 01   | Sebastian Vettel | Red Bull-Renault     | 215    |
| 02   | Fernando Alonso  | Ferrari              | 209    |
| 03   | Kimi Räikkönen   | Lotus-Renault        | 167    |
| 04   | Lewis Hamilton   | McLaren-Mercedes     | 153    |
| 05   | Mark Webber      | Red Bull-Renault     | 152    |
| 06   | Jenson Button    | McLaren-Mercedes     | 131    |
| 07   | Nico Rosberg     | Mercedes             | 93     |
| 08   | Romain Grosjean  | Lotus-Renault        | 88     |
| 09   | Felipe Massa     | Ferrari              | 81     |
| 10   | Sergio Pérez     | Sauber-Ferrari       | 66     |
| 11   | Kamui Kobayashi  | Sauber-Ferrari       | 50     |
| 12   | Nico Hülkenberg  | Force India-Mercedes | 45     |
| 13   | Paul di Resta    | Force India-Mercedes | 44     |

| Pos. | Fahrer             | Konstrukteur       | Punkte |
| ---- | ------------------ | ------------------ | ------ |
| 14   | Michael Schumacher | Mercedes           | 43     |
| 15   | Pastor Maldonado   | Williams-Renault   | 33     |
| 16   | Bruno Senna        | Williams-Renault   | 25     |
| 17   | Jean-Éric Vergne   | Toro Rosso-Ferrari | 12     |
| 18   | Daniel Ricciardo   | Toro Rosso-Ferrari | 9      |
| 19   | Timo Glock         | Marussia-Cosworth  | 0      |
| 20   | Heikki Kovalainen  | Caterham-Renault   | 0      |
| 21   | Witali Petrow      | Caterham-Renault   | 0      |
| 22   | Jérôme D’Ambrosio  | Lotus-Renault      | 0      |
| 23   | Charles Pic        | Marussia-Cosworth  | 0      |
| 24   | Narain Karthikeyan | HRT-Cosworth       | 0      |
| 25   | Pedro de la Rosa   | HRT-Cosworth       | 0      |

### Konstrukteurswertung
| Pos. | Konstrukteur     | Punkte |
| ---- | ---------------- | ------ |
| 01   | Red Bull-Renault | 367    |
| 02   | Ferrari          | 290    |
| 03   | McLaren-Mercedes | 284    |
| 04   | Lotus-Renault    | 255    |
| 05   | Mercedes         | 136    |
| 06   | Sauber-Ferrari   | 116    |

| Pos. | Konstrukteur         | Punkte |
| ---- | -------------------- | ------ |
| 07   | Force India-Mercedes | 89     |
| 08   | Williams-Renault     | 58     |
| 09   | Toro Rosso-Ferrari   | 21     |
| 10   | Marussia-Cosworth    | 0      |
| 11   | Caterham-Renault     | 0      |
| 12   | HRT-Cosworth         | 0      |